# Jean-Baptiste Houllet
Romain Jean-Baptiste Houllet, né le 17 juin 1815 à Paris et mort le 24 avril 1890 à Fontenay-sous-Bois, est un botaniste français.

## Biographie
Houllet a été jardinier en chef des serres du Muséum national d'histoire naturelle de Paris. 
Il fut collecteur au Brésil, au Mexique et dans les Andes durant sa jeunesse.
En 1845, il exerçait les fonctions de sous-chef aux serres chaudes du Jardin des plantes de Paris.
Il fut membre de la Société nationale d'horticulture de France de 1867 à sa mort.
Le genre Houlletia qui regroupe des orchidées sud-américaines a été baptisé en son honneur par Adolphe Brongniart (1801-1876) en 1841.